# Brüdernkirche (Braunschweig)

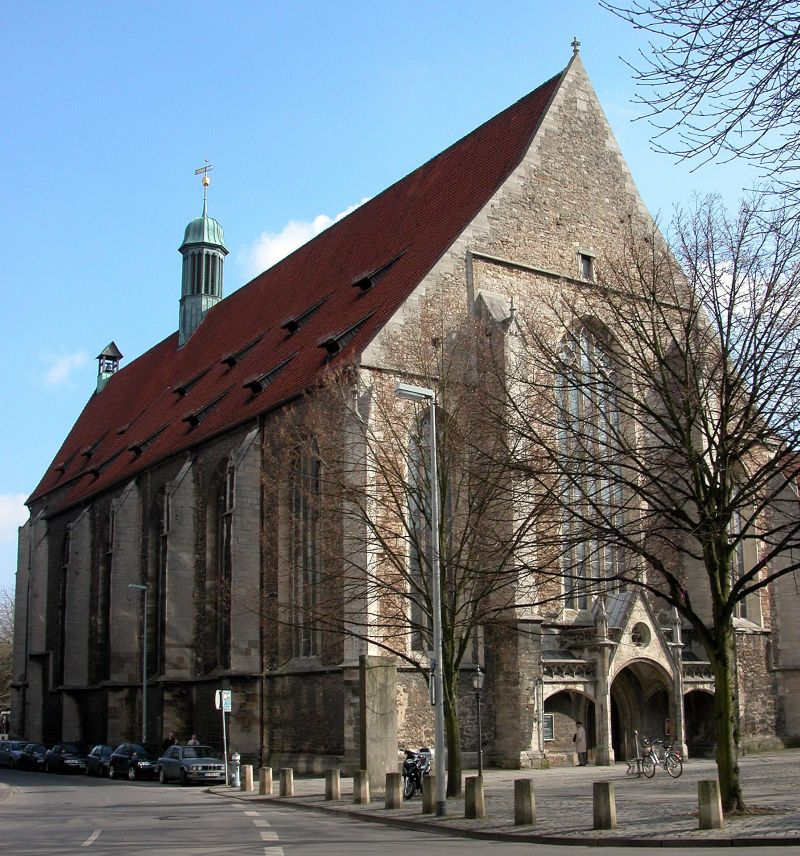
Die Brüdernkirche in Braunschweig

Die evangelische Brüdernkirche „St. Ulrici-Brüdern“ in Braunschweig ist eine ehemalige Franziskanerkirche, die ursprünglich den Heiligen Maria, Franziskus und Bernward geweiht war. Sie war Zentrum einer zum Teil erhaltenen Klosteranlage.
Heute gehört sie zur evangelisch-lutherischen Propstei Braunschweig.

## Entstehung und Nutzungsgeschichte

### Franziskanerkloster
Nach der 1491 entstandenen Sachsenchronik Cord Bothes sollen sich bereits im Jahr 1209 Franziskaner auf Wunsch Kaiser Ottos IV. in Braunschweig angesiedelt haben. Dass Otto dem Orden im Jahre 1215 eine Kapelle errichten ließ, ist jedoch urkundlich nicht belegt. Beide Daten sind aufgrund der Ordensgeschichte der Franziskaner allerdings ausgeschlossen. Der Ordensgründer Franz von Assisi erhielt erst 1210 mit seinen ersten zwölf Gefährten durch Papst Innozenz III. in Rom die kirchliche Bestätigung seiner Gemeinschaft. Die ersten Brüder erreichten frühestens 1217, wahrscheinlich erst 1219 Deutschland, wurden jedoch als Ketzer vertrieben. 1221 sandte Franz von Assisi erneut Brüder nach Deutschland, die sich im Raum Salzburg, Regensburg und im Rhein-Main-Gebiet niederließen.
1223 kamen einige Franziskaner mit Bruder Johannes de Plano Carpini nach Hildesheim und erreichten dann auch die Städte Braunschweig, Halberstadt, Goslar und Magdeburg. In den Jahren danach entstand am nördlichen Rand der Braunschweiger Altstadt ein Franziskanerkloster. Die Franziskanerbrüder begannen 1242 mit dem Bau einer eigenen Kapelle, der ursprünglichen Brüdernkirche, von der jedoch nichts mehr erhalten ist. Vom damaligen Kloster sind lediglich einige Rundbogenfenster im Südflügel des Kreuzganges erhalten.
Aufgrund des großen Bedürfnisses der Bevölkerung nach Gottesdienst, Seelsorge und medizinischer Versorgung war die Kapelle schnell zu klein und wurde im 14. und 15. Jahrhundert durch einen Neubau im gotischen Stil ersetzt. Das Jahr 1350 brachte mit der großen Pest, die neben der Bevölkerung auch einen Großteil der Ordensleute dahin raffte, die erste Bauunterbrechung. Es folgten weitere Seuchen und Hungersnöte, so dass der Kirchenneubau erst 1451 fertiggestellt war. Der Hohe Chor wurde jedoch schon 1361 durch Bischof Heinrich von Hildesheim geweiht. Bis 1522 wurden außerdem die Konventsgebäude und der dreiflügelige gotische Kreuzgang fertiggestellt, mit deren Bau nach Vollendung der Kirche begonnen  worden war.
Schon im Mai 1458 konnte im neu errichteten Remter (Kapitelsaal und Refektorium) das Jahreskapitel der Sächsischen Franziskanerprovinz, zu dem der Konvent in Braunschweig gehörte, mit 300 Brüdern abgehalten werden. Im Anschluss an die Baumaßnahmen wurden die Räumlichkeiten des Franziskanerklosters auch vom Rat der Stadt in Anspruch genommen, so dass dem Kloster während der Reformation eine Schlüsselrolle zukam.

### Reformationszeit

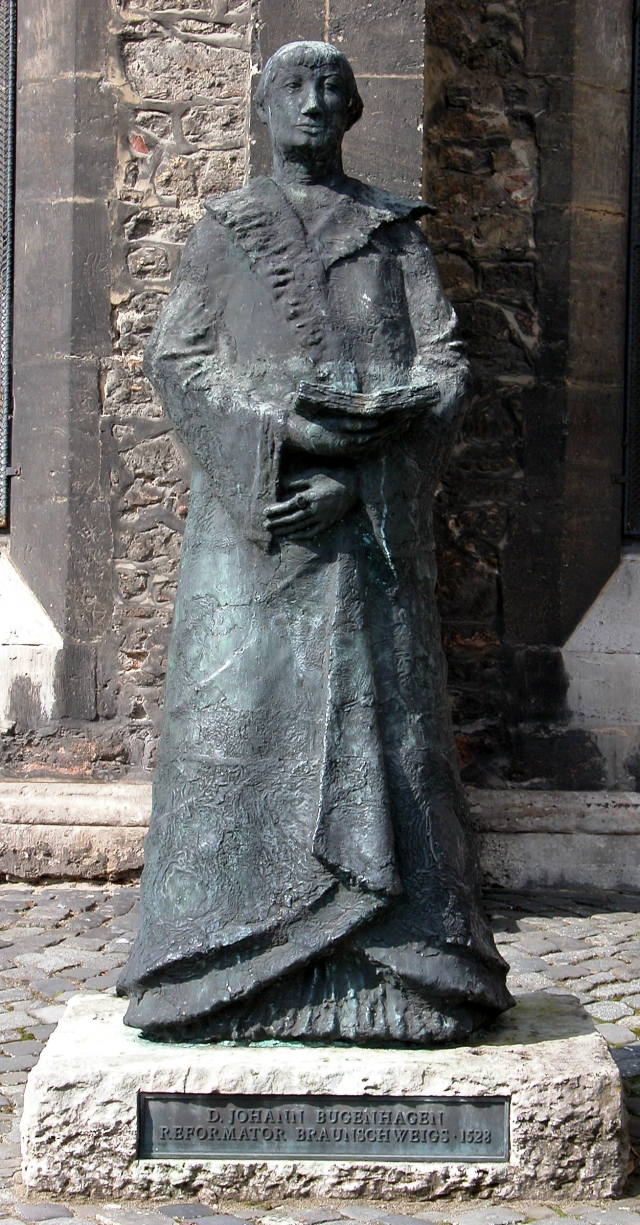
Bugenhagen-Denkmal von 1970

Eine jahrelange Entwicklung war vorausgegangen, bevor Johannes Bugenhagen (1485–1558), engster Mitarbeiter und Beichtvater Martin Luthers, am 21. Mai 1528 (Himmelfahrt) in der Brüdernkirche seine erste Predigt hielt. Begonnen hatte die Reformation in Braunschweig mit Gottschalk Kruse, einem Benediktiner aus St. Aegidien, der bei Martin Luther studiert hatte. Die Zustimmung zur Reformation wurde in der Bevölkerung immer größer, und nach der Predigt Bugenhagens, die ebenfalls großen Zustrom hatte, blieb er in Braunschweig und erarbeitete mit dem „geistlichen Ministerium“, dem Klerus und dem Rat die Braunschweiger Kirchenordnung. Da die Räumlichkeiten des Klosters schon zuvor dem Rat zur Verfügung standen, fand auch die Erarbeitung der neuen reformatorischen Kirchenordnung, die am 28. September 1528 vom Rat der Stadt angenommen wurde, dort statt. Den Franziskanern war bereits nach Ostern 1528 die Predigt und jegliche andere öffentliche Tätigkeit verboten worden. Dadurch, dass ihnen mit dem Verbot des öffentlichen Auftretens auch der „Bettel“ untersagt war, der den Lebensunterhalt der Brüder sicherte, verließen diese Ostern 1529 endgültig die Stadt. Dabei nahmen sie Dokumente wie beispielsweise die Stiftungsurkunden mit, wodurch die Entstehungsgeschichte der Brüdernkirche nur lückenhaft belegt und die Erforschung des Franziskanerordens in Braunschweig erschwert ist. Die Brüdernkirche hatte durch ihren Zustrom und die daraus resultierende neue Bauart als Hallenkirche großen Einfluss auf die Pfarrkirchen der Stadt Braunschweig, die ebenfalls in solche umgewandelt wurden. Dadurch gab es in Braunschweig mehrere für die neue Form des lutherischen Gottesdienstes geeignete Kirchen. Bugenhagen zu Ehren wurde 1902 ein Denkmal an der Westseite der Brüdernkirche aufgestellt, das während des Zweiten Weltkriegs zerstört wurde. Im Jahre 1970 wurde neben dem Chor eine neue Bronzestatue des Reformators errichtet.
Die Brüdernkirche und das Kloster standen nach der Reformation zunächst leer, bis die Brüdernkirche 1544 Pfarrkirche der St. Ulrici-Gemeinde wurde, deren ursprüngliches Gotteshaus auf dem Kohlmarkt in diesem Jahr abgerissen worden war. Um den pfarramtlichen Aufgaben gerecht zu werden, wurde die Taufe als wichtigstes Ausstattungsstück aus St. Ulrici hierher übertragen und im westlichen Bereich des Mittelschiffs aufgestellt. Die Klostergebäude wurden zunächst von der Kirchengemeinde als Wohnungen genutzt.

### 16. bis 19. Jahrhundert
In der nachreformatorischen Zeit wurden in der Kirche einige bauliche Veränderungen vorgenommen, die zur allgemeinen Entwicklung im protestantischen Kirchenbau passten. Die Klosterbauten wurden von der Stadt zu unterschiedlichen Zwecken verwendet. Im Jahre 1569 wurde im Remter des Klosters das Zeughaus der fünf Weichbilde eingerichtet, das in den darauf folgenden Jahren erweitert wurde. Anfang des 18. Jahrhunderts wurde das Paulinerkloster am Bohlweg zum nunmehr fürstlichen Zeughaus umgebaut, so dass das vormalige städtische Zeughaus langsam verfiel und zeitweilig noch für Zwecke der Garnison verwendet wurde.
Im Jahre 1753 wurde die Bibliothek des Geistlichen Ministeriums mit den Büchern der Liberei in der Brüdernkirche vereinigt. Die Bibliothek verblieb in der Sakristei der Brüdernkirche, bis sie 1863 in das Neustadtrathaus überführt wurde.

### Restaurierung, Zerstörung und Wiederaufbau

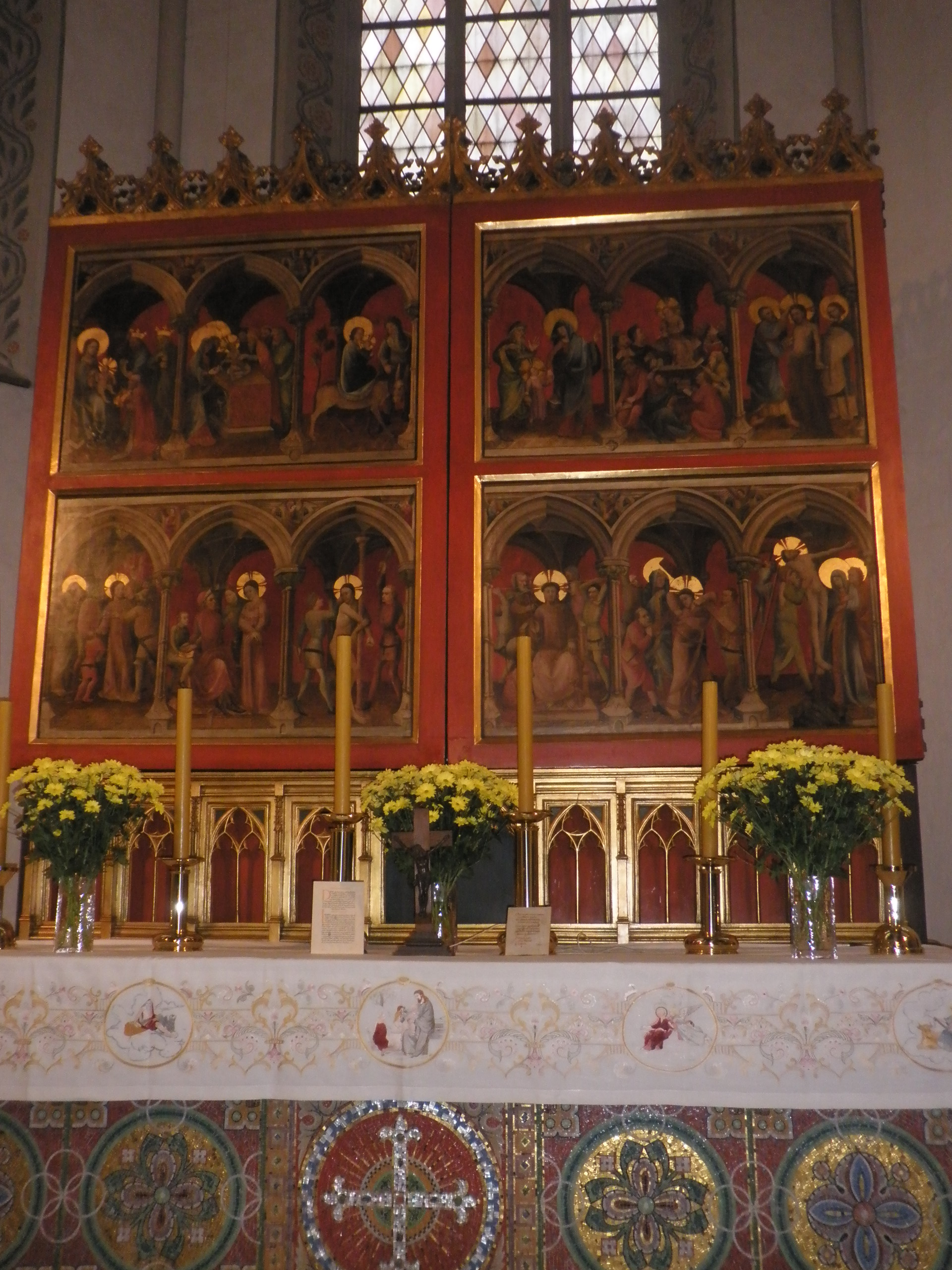
Altar

Zwischen 1861 und 1865 wurde die Brüdernkirche durch Carl Tappe und 1903/1904 durch Max Osterloh restauriert. Im Zweiten Weltkrieg, insbesondere durch den Bombenangriff vom 15. Oktober 1944, wurden die Brüdernkirche und das ehemalige Kloster stark zerstört. Das Dach wurde völlig zerstört und große Teile der Klosteranlage waren nicht mehr vorhanden. Das Erdgeschoss der Sakristei konnte als erster Raum wieder für Gottesdienste verwendet werden, also der Bereich der Anlage, der vermutlich schon den ersten Franziskanern zur Verfügung stand. Nach 1945 wurde sowohl die Kirche als auch das ehemalige Kloster in mehreren Bauabschnitten wieder instand gesetzt, so dass der Hohe Chor im Jahr 1957 wieder eingeweiht werden konnte und im Jahr 1978 die gesamte Kirche. Vom mittelalterlichen Klosterkomplex sind der Kreuzgang, die Sakristei und eine kleine Kapelle mit Polygonschluss erhalten. Die Kirche enthält noch das Chorgestühl aus dem 14. Jh., den Hochaltar und ein Reliefbild des hl. Franziskus. Außerdem ist der teilweise erhaltene Lettner von 1592/94 heute im Eingangsbereich aufgestellt und das Taufbecken aus der 1544 abgerissenen Ulricikirche ist ebenfalls erhalten.

## Baubeschreibung

### Außenbau
Das durch Strebepfeiler gegliederte Kirchenäußere trägt ein mächtiges, einheitliches Satteldach. Vor dem Westportal befindet sich eine dreiteilige, neugotische Vorhalle. Erhalten ist der dreiflügelige, an das Langhaus angefügte Kreuzgang, der ein Kreuzrippengewölbe aus Ziegelformsteinen besitzt.
Die Kirche hat, wie alle Bettelordenskirchen, keinen Turm, sondern trägt einen Dachreiter.

### Innenraum

#### Innenarchitektur
Der Innenraum besitzt eine Gesamtlänge von 62 m, die Breite des Langhauses misst 21 m. Die Höhe des Mittelschiffs beträgt 19,43 m. Die weiträumige, dreischiffige Staffelhalle ist durch fünf Joche gegliedert. Der schlanke dreijochige Chor mit 1/8-Schluss besitzt die Abmessungen von 25 m Länge, 10 m Breite und 21 m Höhe.

#### Ausstattung
Das Kircheninnere weist eine reiche Ausstattung auf. Erhalten ist der große Flügelaltar, der zwischen 1380 und 1400 von einem unbekannten niedersächsischen Meister geschaffen wurde. Aus dem dritten Viertel des 14. Jahrhunderts stammt die Reliefplatte des hl. Franziskus mit einem Franziskaner.
Das Chorgestühl entstand Ende des 14. Jahrhunderts. Dessen Rückwände wurden um 1600 von dem Rheinländer Reinhard Roggen mit 42 Bildern katholischer und evangelischer Theologen versehen, darunter Luther, Melanchthon und Bugenhagen.
Während des Mittelalters existierte ein erster Lettner, der nach 1544 beseitigt wurde. An dessen Stelle entstand der 1592/94 von Jürgen Röttger geschaffene Lettner aus der Renaissance, der bei der Renovierung zwischen 1861 und 1865 abgebaut wurde. Im Jahre 1904 wurde der von Wilhelm Sagebiel (1855–1940) gestaltete, erhaltene neugotische Lettner aufgestellt. Röttgers Renaissance-Lettner wurde während des Zweiten Weltkriegs ausgelagert und erlitt nur geringe Schäden. Nach aufwendiger zwölfjähriger Restaurierung wurde er im westlichen Kirchenschiff aufgestellt und am 2. Februar 2000 eingeweiht, sodass die Brüdernkirche heute zwei Lettner besitzt.
Das um 1440 von Barthold Sprangken geschaffene Taufbecken aus Messingguss stammt aus der 1544 abgerissenen St. Ulrici-Kirche auf dem Kohlmarkt. Im Besitz der Gemeinde befinden sich weiterhin ein romanisches Vortragekreuz und ein 1496 entstandener gotischer Abendmahlskelch.

## Orgel

### Hauptorgel
Für das Jahr 1414 ist die Stiftung einer Orgel durch Dietrich von Winningstedt belegt. Im Jahr 1439 wird auch erstmals eine Chororgel erwähnt. Nach einigen Umbauten der bestehenden Instrumente baut der Orgelbaumeister Gottfried Fritzsche aus Dresden 1626/27 ein neues Instrument mit 26 Registern, verteilt auf drei Manualen und Pedal. Sechs dieser Register blieben bis 1945 erhalten, als die durch zahlreiche Umbauten auf 61 Registern angewachsene, nunmehr romantisch ausgerichtete Orgel durch eine Luftmine zerstört wurde.
1958 erstellte der Hildesheimer Orgelbauer Ernst Palandt eine Chororgel in einem historischen Barockgehäuse, das aus Nordhessen angekauft wurde. Diese Chororgel wurde 1978 in das Hauptschiff versetzt und als Rückpositiv in die jetzige Orgel übernommen, die von 1980 bis 1991 von der Firma Gustav Steinmann aus Vlotho-Wehrendorf gebaut wurde. Die Disposition folgt französischen Einflüssen, ohne eine unmittelbare Stilkopie zu sein. Das Instrument hat 40 Register (auf Schleifladen). Die Spiel- und Registertraktur ist mechanisch.
| I Rückpositiv C–g3 |                 |       |
| 1.                 | Gedackt         | 8′    |
| 2.                 | Praestant       | 4′    |
| 3.                 | Rohrflöte       | 4′    |
| 4.                 | Quinte          | 2 ⁄3′ |
| 5.                 | Oktave          | 2′    |
| 6.                 | Sesquialtera II | 2 ⁄3′ |
| 7.                 | Zyfflöt         | 1′    |
| 8.                 | Voix humaine    | 8′    |
|                    | Tremulant       |       |

| II Hauptwerk C–g3 |              |       |
| 9.                | Bourdon      | 16′   |
| 10.               | Prinzipal    | 8′    |
| 11.               | Rohrbourdon  | 8′    |
| 12.               | Oktave       | 4′    |
| 13.               | Nachthorn    | 4′    |
| 14.               | Quinte       | 2 ⁄3′ |
| 15.               | Oktave       | 2′    |
| 16.               | Cornet III–V | 8′    |
| 17.               | Mixtur IV–VI | 2′    |
| 18.               | Trompette    | 8′    |
| 19.               | Clairon      | 4′    |

| III Oberwerk C–g3 |                  |        |
| 20.               | Ital. Prinzipal  | 8′     |
| 21.               | Koppelflöte      | 8′     |
| 22.               | Voix céleste     | 8′     |
| 23.               | Spitzoktave      | 4′     |
| 24.               | Flûte octaviante | 4′     |
| 25.               | Nasard           | 2 ⁄3′  |
| 26.               | Spillflöte       | 2′     |
| 27.               | Tierce           | 1 3⁄5′ |
| 28.               | Larigot          | 1 ⁄3′  |
| 29.               | Plein jeu V      |        |
| 30.               | Hautbois         | 8′     |
| 31.               | Trompette harm.  | 8′     |
|                   | Tremulant        |        |

| Pedal C–f1 |               |     |
| 32.        | Prinzipal     | 16′ |
| 33.        | Subbass       | 16′ |
| 34.        | Oktavbass     | 8′  |
| 35.        | Metallgedackt | 8′  |
| 36.        | Violoncelle   | 8′  |
| 37.        | Dolkan        | 4′  |
| 38.        | Bombarde      | 16′ |
| 39.        | Trompette     | 8′  |
| 40.        | Clairon       | 4′  |

- Koppeln: II/I, III/II, III/I, I/P, II/P, III/P
- Effektregister: Zymbelstern, Vogelschrey

### Kabinettorgel
Im Jahr 1789 entstand die Kabinettorgel in der Emder Orgelbauwerkstatt des ostfriesischen Orgelbauers Ibe Peters Iben. Dieses Instrument wurde im Jahr 2013 durch Reinalt Johannes Klein überholt. Es verfügt über sechs Register auf einem Manual.

## Konventsbibliothek

### Entstehung und Entwicklung
Wann genau die Bibliothek im Braunschweiger Franziskanerkloster gegründet wurde, ist nicht belegt. Erste Hinweise auf ihre Existenz gibt jedoch eine Handschrift von 1411, welche 2 Lektoren im Franziskanerkloster Braunschweig erwähnt. Ein Lektor war für die Ausbildung seiner Brüder zuständig und Voraussetzung für ein konventseigenes Hausstudium. Eine solche Tätigkeit konnte nur mit Hilfe eines größeren Bestandes an Büchern ausgeübt werden.
Ursprünglich untersagte das Armutsideal den Franziskanern den Besitz von Büchern, doch die Bulle von Papst Gregor IX. Quo elongati von 1230 schaffte mit der Unterscheidung zwischen Nutzungs- und Eigentumsrecht die Grundlage für die Entstehung von Bibliotheken in den einzelnen Konventen.
Nachdem die Franziskaner Braunschweig 1528 verließen und die Bibliothek inventarisiert wurde, sind die Angaben über Unterbringung und Verwaltung des Nachlasses widersprüchlich. Möglicherweise wurde der Buchbestand bereits 1570 in die neu begründete Bibliothek des Geistlichen Ministeriums integriert oder erst 1753 im Zuge einer Zusammenführung aller übrigen Handschriften anderer Braunschweiger Kirchen in die Bibliothek des Geistlichen Ministeriums verlagert. Diese zusammengeführte Bibliothek verblieb in der Sakristei der Brüdernkirche, bis sie 1863 in das Neustadtrathaus verlagert wurde und schließlich 1910 als Teil der Ministerialbibliothek in das neue Gebäude des Stadtarchives und der Stadtbibliothek am Steintorwall überführt wurde.

### Aufbau und Inhalt der Bibliothek
Nach dem Abzug der Franziskaner aus Braunschweig wurde die Bibliothek im Auftrag des Rates inventarisiert. Die Anwesenheit von Ratsmitgliedern als Zeugen und die festgestellte Gesamtzahl von 444 Bänden zeugen von der Bedeutung, die man der Bibliothek zuwies. Der Aufbau der Bibliothek richtete sich nach einem damals üblichen Muster. Es gab zwei Pultreihen mit Doppelpulten, die rechts und links eines Mittelganges aufgestellt waren. Auf jedem Pult befanden sich zwischen 20 und 40 Bände, die jeweils mit einer Kette am Pult befestigt waren.
Inhaltlich genügte der Bestand an theologischer sowie auch (kirchen-)rechtlicher und medizinischer Literatur weitgehenden Ansprüchen. Die Bücher und Schriften selbst waren, dem Armutsgelübde entsprechend, sehr einfach gehaltene und aus Sparsamkeitsgründen vielfach mit Abbreviaturschrift geschriebene schmucklose Produkte auf billigem Papier. Heutzutage sind nur noch gut 40 Bände der Franziskanerbibliothek eindeutig zuweisbar, da es in den Jahrhunderten bis zur Überführung in das Stadtarchiv durch teils chaotische Zustände viele Möglichkeiten zum Verlust von Büchern aus dem ursprünglichen Bestand gab.

### Bedeutung für den Orden und die Stadt
Für den Franziskanerorden gewannen konventseigene Bibliotheken zunehmend an Bedeutung, nachdem sich Ende des 13. Jhd. die wissenschaftsmethodische Fundierung des ordenseigenen Studienwesens zunehmend durchsetzte. Als Folge der Einteilung des Studiums in die Bereiche Logik, Naturphilosophie sowie Theologie und der Übernahme scholastischer Methoden wuchs der Bedarf an wissenschaftlicher Literatur. Die Bücher blieben hierbei offiziell Eigentum des Ordens und es war auch der Orden, der durch das Generalkapitel die Auswahl der Bücher kontrollierte, um den Einzug von Irrlehren in seine Bibliotheken zu verhindern
Da viele der Franziskanerbrüder auf Wanderungen gingen, garantierte die organisierte Verbreitung außerdem, dass die Brüder, egal in welchem Konvent sie sich befanden, stets die notwendigen Voraussetzungen für ihr Studium fanden, welches als wichtige Bedingung für die Erfüllung des Predigtauftrages gesehen wurde. Auch für die Stadt war die Bibliothek des Konvents von Bedeutung, da die Ausleihe von Büchern für Nicht-Mitglieder grundsätzlich nicht verschlossen war. So wurden die Bücher der Bibliotheken in den jeweiligen Franziskanerklöstern, bei das Kirchenrecht betreffenden Streitigkeiten, von Pfarrern zu Rate gezogen, oder auch um ihre Predigtkenntnisse zu erweitern.

## Pfarrer
- 1644 bis 1646: Balthasar Cellarius (1614–1689)
- 1767 bis …… : Johann Ludwig Paulmann (1728–1807)
- 1895 bis 1909: Ferdinand Rahlwes (1864–1947)
- 1947 bis 1955: Max Witte (1909–1955)
- 1956 bis 1960: Adolf Seebaß
- 1960 bis 1972: Dr. Hellmut Lieberg (1926–1972)
- 1972 bis 1975: Rudolf Schubach (1931–2021)
- 1975 bis 1990: Jürgen Diestelmann (1928–2014)
- 1990 bis 2022[30]: Frank-Georg Gozdek